# Rishang Keishing
Rishang Keishing, né le 25 octobre 1920 à Bungpa Kunou dans ce qui est aujourd'hui l'État de Manipur et mort le 22 août 2017 à Imphāl, est un homme politique indien, membre du parti Congrès national indien.
Élu député au Rajya Sabha pour la première fois lors des élections législatives de 1951-1952, les premières depuis l'indépendance du pays, il ne quitte le Parlement qu'en avril 2014, à l'âge de 94 ans. Il est alors « le député le plus âgé au monde ». Il a également été plusieurs fois premier ministre de Manipur, l'un des États de la fédération indienne.

## Carrière politique
D'abord enseignant, Rishang Keishing se lance en politique sous l'étiquette du Parti socialiste, et siège comme député fédéral à la Lok Sabha (la chambre basse) lors du premier Parlement de 1952 à 1957,.
En 1957, il est élu au Conseil territorial de Manipur. En 1962, il revient à la Lok Sabha, puis revient au Conseil territorial de Manipur en 1967. En 1964, il rejoint le Congrès national indien, le parti politique socialiste au pouvoir en Inde, dont il demeure membre durant le reste de sa carrière. En 1972, il est élu à ce qui est désormais l'Assemblée législative de Manipur, et est réélu continuellement jusqu'en 2001. Il est ministre dans le gouvernement de Manipur de 1976 à 1976, puis chef de l'opposition dans cet État de 1976 à 1980, puis premier ministre de Manipur en 1980. Il occupe ce poste jusqu'en 1988, avec une brève interruption en 1985, puis de 1994 à 1998 avec une brève interruption en 1995.
En avril 2002, il effectue son retour au Rajya Sabha. Il ne se présente pas aux élections de 2014, mettant ainsi un terme à sa longue carrière politique.